# Rècords olímpics de natació
Els rècords olímpics de natació són ratificats pel COI i només poden ser batuts en piscina llarga (50m).

## Observacions
- Només contenen les modalitats considerades olímpiques, per tant es pot donar el cas que una prova tingui rècord del món però no olímpic.
- Durant el 2008 i el 2009 van estar permesos banyadors no textils, amb els quals es van batre gran quantitat de rècords i donaven més avantatge a uns nedadors que a uns altres, per això durant el Mundial de Roma es va votar prohibir-ne l'ús a partir del gener de 2010.
- Última actualització 08/03/2015.

## Rècords masculins
| Prova                   | Rècord   | Nom                                                                                              | Pais            | Jocs         | Data                 | Referència |
| ----------------------- | -------- | ------------------------------------------------------------------------------------------------ | --------------- | ------------ | -------------------- | ---------- |
| 50 m Lliures            | 21.30    | César Cielo Filho                                                                                | Brasil          | Pequín 2008  | 16 d'agost de 2012   | [ 1 ]      |
| 100 m lliures           | 47.05    | Eamon Sullivan                                                                                   | Austràlia       | Pequín 2008  | 13 d'agost de 2008   | [A]        |
| 200 m lliures           | 1:42.96  | Michael Phelps                                                                                   | Estats Units    | Pequín 2008  | 12 d'agost de 2008   | [ 2 ]      |
| 400 m lliures           | 3:40.14  | Sun Yang                                                                                         | R.P. de la Xina | Londres 2012 | 28 de juliol de 2012 |            |
| 1500 m lliures          | 14:31.02 | Sun Yang                                                                                         | R.P. de la Xina | Londres 2012 | 4 d'agost de 2012    |            |
| 100 m esquena           | 52.16    | Matt Grevers                                                                                     | Estats Units    | Londres 2012 | 30 de juliol de 2012 | [ 3 ]      |
| 200 m esquena           | 1:53.41  | Tyler Clary                                                                                      | Estats Units    | Londres 2012 | 2 d'agost de 2012    | [ 4 ]      |
| 100 m braça             | 58.46    | Cameron van der Burgh                                                                            | Sud-àfrica      | Londres 2012 | 29 de juliol de 2012 | [ 5 ]      |
| 200 m braça             | 2:07.28  | Dániel Gyurta                                                                                    | Hongria         | Londres 2012 | 1 d'agost de 2012    | [ 6 ]      |
| 100 m papallona         | 50.58    | Michael Phelps                                                                                   | Estats Units    | Pequín 2008  | 16 d'agost de 2012   | [ 7 ]      |
| 200 m papallona         | 1:52.03  | Michael Phelps                                                                                   | Estats Units    | Pequín 2008  | 13 d'agost de 2008   | [ 8 ]      |
| 200 m individual estils | 1:54.23  | Michael Phelps                                                                                   | Estats Units    | Pequín 2008  | 15 d'agost de 2008   | [ 9 ]      |
| 400 m individual estils | 4:03.84  | Michael Phelps                                                                                   | Estats Units    | Pequín 2008  | 10 d'agost de 2008   | [ 10 ]     |
| 4×100 m lliures         | 3:08.24  | Michael Phelps (47.51) Garrett Weber-Gale (47.02) Cullen Jones (47.65) Jason Lezak (46.06)       | Estats Units    | Pequín 2008  | 11 d'agost de 2008   | [ 11 ]     |
| 4×200 m lliures         | 6:58.56  | Michael Phelps (1:43.31) Ryan Lochte (1:44.28) Ricky Berens (1:46.29) Peter Vanderkaay (1:44.68) | Estats Units    | Pequín 2008  | 13 d'agost de 2008   | [ 12 ]     |
| 4×100 m estils          | 3:29.34  | Aaron Peirsol (53.16) Brendan Hansen (59.27) Michael Phelps (50.15) Jason Lezak (46.76)          | Estats Units    | Pequín 2008  | 17 d'agost de 2008   | [ 13 ]     |

## Rècords femenins
| Prova                   | Rècord  | Nom                                                                                                  | Pais            | Jocs         | Data                 | Referència |
| ----------------------- | ------- | --- | --------------- | ------------ | -------------------- | ---------- |
| 50 m lliures            | 24.05   | Ranomi Kromowidjojo                                                                                  | Països Baixos   | Londres 2012 | 4 d'agost de 2012    | [ 14 ]     |
| 100 m lliures           | 53.00   | Ranomi Kromowidjojo                                                                                  | Països Baixos   | Londres 2012 | 2 d'agost de 2012    | [ 15 ]     |
| 200 m lliures           | 1:53.61 | Allison Schmitt                                                                                      | Estats Units    | Londres 2012 | 31 de juliol de 2012 | [ 16 ]     |
| 400 m lliures           | 4:01.45 | Camille Muffat                                                                                       | França          | Londres 2012 | 29 de juliol de 2012 | [ 17 ]     |
| 800 m lliures           | 8:14.10 | Rebecca Adlington                                                                                    | Regne Unit      | Pequín 2008  | 16 d'agost de 2008   | [ 18 ]     |
| 100 m esquena           | 58.23   | Emily Seebohm                                                                                        | Austràlia       | Londres 2012 | 29 de juliol de 2012 | [B]        |
| 200 m esquena           | 2:04.06 | Missy Franklin                                                                                       | Estats Units    | Londres 2012 | 3 d'agost de 2012    | [ 19 ]     |
| 100 m braça             | 1:05.17 | Leisel Jones                                                                                         | Austràlia       | Pequín 2008  | 10 d'agost de 2008   | [ 20 ]     |
| 200 m braça             | 2:19.59 | Rebecca Soni                                                                                         | Estats Units    | Londres 2012 | 2 d'agost de 2012    | [ 21 ]     |
| 100 m papallona         | 55.98   | Dana Vollmer                                                                                         | Estats Units    | Londres 2012 | 29 de juliol de 2012 | [ 22 ]     |
| 200 m papallona         | 2:04.06 | Jiao Liuyang                                                                                         | R.P. de la Xina | Londres 2012 | 1 d'agost de 2012    | [ 23 ]     |
| 200 m individual estils | 2:07.57 | Ye Shiwen                                                                                            | R.P. de la Xina | Londres 2012 | 31 de juliol de 2012 | [ 24 ]     |
| 400 m individual estils | 4:28.43 | Ye Shiwen                                                                                            | R.P. de la Xina | Londres 2012 | 28 de juliol de 2012 | [ 25 ]     |
| 4×100 m lliures         | 3:33.15 | Alicia Coutts (53.90) Cate Campbell (54.19) Brittany Elmslie (53.41) Melanie Schlanger (52.65)       | Austràlia       | Londres 2012 | 28 de juliol de 2012 | [ 26 ]     |
| 4×200 m lliures         | 7:42.92 | Missy Franklin (1:55.96) Dana Vollmer (1:56.02) Shannon Vreeland (1:56.85) Allison Schmitt (1:54.09) | Estats Units    | Londres 2012 | 1 d'agost de 2012    | [ 27 ]     |
| 4×100 m estils          | 3:52.05 | Missy Franklin (58.50) Rebecca Soni (1:04.82) Dana Vollmer (55.48) Allison Schmitt (53.25)           | Estats Units    | Londres 2012 | 4 d'agost de 2012    |            |